# Watney Cup
Der Watney Cup (vollständiger Name: Watney Mann Invitation Cup) war ein kurzlebiger englischer Fußball-Pokalwettbewerb aus den frühen 1970er-Jahren. Er wurde von Watney Mann, einem Brauereiunternehmen, finanziell unterstützt und war eines der ersten Turniere im englischen Fußball mit einem derartigen Sponsoring-Hintergrund.
Zwischen 1970 und 1973 wurde der auch im englischen Fernsehen übertragene Wettbewerb jeweils kurz vor dem offiziellen Saisonbeginn der Football League gestartet. Teilnahmeberechtigt waren jeweils zwei Mannschaften aus den obersten vier Profiligen des englischen Fußballs (First Division, Second Division, Third Division, Fourth Division). Ausgeschlossen waren Mannschaften, die sich anderweitig für einen europäischen Vereinswettbewerb qualifiziert hatten, oder als Zweit-, Dritt- oder Viertligist aufgestiegen waren. Aus dem restlichen Pool qualifizierten sich die Klubs mit den in der Vorsaison meisten erzielten Toren.
Die insgesamt acht Teilnehmer spielten den Gewinner im einfachen K.-o.-System aus, wobei eine Begegnung in nur einer Partie entschieden wurde und im Remisfall zur Entscheidung auf eine Verlängerung und erstmals im englischen Fußball auf ein Elfmeterschießen zurückgegriffen wurde. Das Finale fand nicht auf einem neutralen Platz statt; stets besaß einer der Endspielteilnehmer Heimrecht.

## Titelgewinner

### Finalergebnisse
| Jahr | Sieger            | Finalgegner          | Ergebnis        | Spielstätte       |
| ---- | ----------------- | -------------------- | --------------- | ----------------- |
| 1970 | Derby County      | Manchester United    | 4:3             | Baseball Ground   |
| 1971 | Colchester United | West Bromwich Albion | 4:4 (4:1 i. E.) | The Hawthorns     |
| 1972 | Bristol Rovers    | Sheffield United     | 0:0 (7:6 i. E.) | Eastville Stadium |
| 1973 | Stoke City        | Hull City            | 2:0             | Victoria Ground   |